# Renesas Electronics

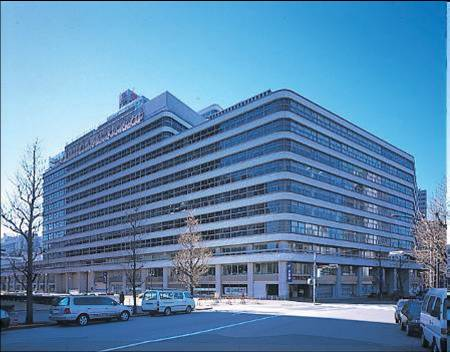
Siège social à Chiyoda-ku (Tōkyō)

Renesas Electronics (ルネサス エレクトロニクス, Renesasu erekutoronikusu) est un important fabricant de semi-conducteurs japonais, coté à la bourse de Tokyo (TSE : 6723). Ses opérations portent sur le développement, la conception, la fabrication, les ventes et le service après-vente de composants électroniques.

## Histoire
Renesas Technology naît en avril 2003 en tant que coentreprise de Hitachi (55 %) et Mitsubishi Electric (45 %) spécialisée dans les semi-conducteurs.
Renesas Technology fusionne avec NEC Electronics (filiale de NEC spécialisée dans les semi-conducteurs créée en novembre 2002) en avril 2010 et devient Renesas Electronics, coentreprise de NEC (33,97 %), Hitachi (30,62 %), Mitsubishi Electric (25,05 %) et Japan Trustee Services Bank (en) (1,49 %).
Le 15 février 2012, Renesas annonce la sortie du processeur d'architecture ARM, MP5232, un Cortex A9, dual core à 1.5GHz, équipé d'un processeur graphique PowerVR.
En octobre 2012, les effectifs sont réduits de 7 446 personnes, et le 17 janvier 2013, un nouveau plan de départs de 3 000 à 4 000 employés est annoncé. Entre 2012 et 2019, Renesas s'est séparé de 29 000 travailleurs, soit 60 % de ses effectifs.
En novembre 2012, l'INCJ acquiert pour 180 milliards de yens, soit l'équivalent de 2,2 milliards de dollars, 66,66 % de Renesas.
En septembre 2016, Renesas annonce vouloir acquérir Intersil pour près de 3,2 milliards de dollars,.
En septembre 2018, Renesas annonce l'acquisition d'IDT, entreprise américaine spécialisée notamment dans l'électronique analogique, pour 6,7 milliards de dollars.
En février 2021, Renesas annonce l'acquisition de Dialog Semiconductor pour 4,9 milliards d'euros.

## Répartition du capital
Parts supérieures à 1 %, au 31 mars 2012 :
| Hitachi                          | 30,62 % |
| Mitsubishi Electric              | 25,05 % |
| Japan Trustee Services Bank (en) | 18,75 % |
| NEC                              | 16,71 % |